# Sausseuzemare-en-Caux
Sausseuzemare-en-Caux é uma comuna francesa na região administrativa da Normandia, no departamento de Sena Marítimo. Estende-se por uma área de 3,87 km². Em 2010 a comuna tinha 439 habitantes (densidade: 113,4 hab./km²).